# Le Vallon (pièce de théâtre)
Pour les articles homonymes, voir Le Vallon (homonymie).
Le Vallon (The Hollow) est une pièce de théâtre policière d'Agatha Christie de 1951, adaptée du roman éponyme de 1930.

## Historique de la pièce
Après avoir adapté Dix petits nègres en 1943, Agatha Christie décide de se charger elle-même des adaptations de ses romans pour le théâtre. Dans son autobiographie, elle affirme choisir pour sa deuxième adaptation le roman Le Vallon, cependant elle oublie avoir adapté entre-temps deux autres de ses romans : Rendez-vous avec la mort en 1945 et Mort sur le Nil en 1946.
Avant de se lancer dans l'adaptation, Agatha Christie demande l'avis de sa fille Rosalind qui essaie de la décourager. Or, malgré l'opposition de sa fille, Agatha Christie est fermement décidée à relever le défi de transformer le roman en pièce de théâtre. Dès le début de son travail, il est évident pour elle que le personnage d'Hercule Poirot doit être supprimé de l'intrigue. Sa présence dans le roman était dû à une forme d'habitude, mais elle pensait qu'il ruinait toute l'histoire.
La pièce est produite par Peter Saunders (en) et la première a lieu le 7 juin 1951 au Fortune Theatre (en) de Londres sous la direction de Hubert Gregg (en). Par la suite la pièce déménage à l'Ambassadors Theatre de Londres.   

## Scènes
L'action se déroule de nos jours dans l'abri de jardin de la maison des Angkatell, Le Vallon, à une trentaine de kilomètres de Londres.
Acte I
- Un vendredi après-midi de début Septembre.

Acte II
- Scène 1 : Samedi matin.
- Scène 2 : Plus tard dans la journée.

Acte III
- Le lundi matin suivant.

## Distribution
Distribution originale de 1951 :
Mise en scèneHubert Gregg (en)
Comédiens
- Beryl Baxter : Henrietta Angkatell
- George Thorpe : Sir Henry Angkatell
- Jeanne de Casalis : Lady Angkatell
- Jessica Spencer : Midge Harvey
- A.J. Brown : Gudgeon
- Colin Douglas : Edward Angkatell
- Patricia Jones : Doris
- Joan Newell : Gerda Cristow
- Ernest Clark : John Cristow
- Dianne Foster : Veronica Craye
- Martin Wyldeck : Inspecteur Colquhoun
- Shaw Taylor : Sergent Détective Penny